# Reginald Dyer
El Coronel Reginald Edward Harry Dyer, CB (9 de octubre de 1864 - 23 de julio de 1927), fue un oficial del Ejército de Bengala y, posteriormente, del recién constituido Ejército Británico de la India. Su carrera militar comenzó sirviendo brevemente en el ejército regular británico antes de ser transferido para servir en los ejércitos de la Presidencia de la India. Como general de brigada temporal, fue responsable de la masacre de Jallianwala Bagh que tuvo lugar el 13 de abril de 1919 en Amritsar (en la provincia de Punjab). Se le ha llamado "el carnicero de Amritsar", por su orden de disparar contra una multitud pacífica. El informe oficial indica que el resultado fue la muerte de al menos 379 personas y más de mil heridos. Algunas presentaciones a la investigación oficial sugirieron un mayor número de muertes.
Posteriormente, Dyer fue retirado del servicio y ampliamente condenado tanto en Gran Bretaña como en la India, pero se convirtió en un célebre héroe entre algunos relacionados con el Raj británico. Algunos historiadores sostienen que el episodio fue un paso decisivo hacia el fin del dominio británico en la India.

## Primeros años y asignaciones
Dyer nació en Murree, en la India británica, actual Pakistán. Pasó su infancia en Shimla y recibió su primera educación en la Bishop Cotton School de Shimla. Concurrió al Midleton College (Cork) entre 1875 y 1881. En 1885, tras su asistencia a la Royal Military College de Sandhurst fue comisionado a la Queen's Royal Regiment (West Surrey) como teniente, y sirvió en el control de revueltas de multitudes en Belfast (1886) y en la Tercera Guerra Birmana (1886–87). Luego fue transferido al Ejército Indio, uniéndose en un principio al Bengal Staff Corps como teniente en 1887 y siendo asignado al Regimiento 39.º de Infantería Bengalí. Posteriormente fue transferido al 29.º Regimiento panyabí. Finalmente sirvió en la Campaña de la Montaña Oscura (1888), la liberación de Chitral (1895) (siendo ascendido al rango de capitán en 1896) y en el bloqueo del Mahsud (1901–02). En 1901 fue nombrado general adjunto comisionado.
Entonces fue transferido al Regimiento 25.º panyabi (25th Punjabis) donde sirvió en la expedición al Zakha Khel (1908). Estuvo al mando de este regimiento en India y Hong Kong y fue ascendido a teniente-coronel en 1910.
Durante la I Guerra Mundial (1914–18), mandó la Seistan Force, por lo que obtuvo una mención honorífica y el nombramiento de compañero de la Orden del Baño (CB). Fue ascendido al rango de coronel en 1915, y adquirió el rango provisional de Brigadier-General en 1916.
En 1919, un mes después del incidente de Amritsar, en la tercera guerra anglo-afgana, la Brigada lo relevó de la guarnición de Thal, por lo que fue mencionado de nuevo en los despachos.
La 5.ª Brigada en Jamrud fue su último puesto de mando por unos cuantos meses en 1919. Se retiró el 17 de julio de 1920, manteniendo el grado de coronel.

## Antecedentes
La población europea en el Punyab en 1919 temía que los indios derrocaran al dominio británico. Se hablaba de motín y de amenazas de muerte para los europeos. Sir Michael O’Dwyer, el teniente gobernador de Punyab, decidió deportar a los dirigentes de los agitadores de la provincia. Una persona que fue atacada fue el doctor Satyapal, que había servido en la Royal Army Medical Corps durante la Primera Guerra. Aunque abogaba por la resistencia pasiva no violenta le fue impedido hablar en público. Otra persona fue el doctor Kitchlew, un abogado musulmán activista por el cambio político y no violento. El comisionado asistente, Miles Irving, no conocía los antecedentes de estas dos personas y sospechaba una conspiración, ordenando la detención de los dos hombres.
Este acontecimiento condujo a un estallido de protestas en Punyab. Las muchedumbres se juntaron en todos los sitios públicos para exigir la liberación de los dos hombres. El 9 de abril de 1919 una multitud intentó cruzar las vías férreas que separaban la ciudad de la zona administrativa colonial. Incapaces de hacer retroceder a la multitud, los soldados abrieron fuego en un puente sobre la vía férrea, causando varias muertes.
Los disparos sobre los manifestantes provocaron una multitud enfurecida que volvió al centro de la ciudad y atacó allí a varios europeos y edificios del gobierno. Marcella Sherwood, que supervisaba la Mission Day School for Girls recorría en su bicicleta la ciudad para cerrar sus escuelas cuando fue agredida por la muchedumbre en la estrecha calle Kucha Kurrichhan y resultó golpeada. Fue rescatada por indios locales que la escondieron de la muchedumbre y la trasladaron a la fortaleza. Este ataque contra una dama enfureció a Dyer, que era el comandante de la brigada de infantería en Jalandhar, quién instruyó a las tropas de la guarnición en cuanto a represalias contra indios.

## Masacre de Amritsar
El brigadier Dyer es conocido sobre todo por las órdenes dadas el 13 de abril de 1919 en Amritsar. Tenía bajo su mando 90 soldados, incluyendo a 25 gurkhas del 1.º y 9.º rifles gurkha, 25 pastanes y baluches del 54.º sijes y 59.º rifles sindhus, todos armados con rifles Lee-Enfield 3.0 (y los gurkhas además se armaron con khukris). Abrieron fuego sobre una celebración de civiles desarmados, incluso mujeres y niños, que celebraban en el Jallianwalla Bagh en lo que vino a ser conocido más tarde como la «masacre de Jallianwala Bagh» o la «masacre de Amritsar».
Los civiles se habían reunido en Jallianwala Bagh para participar en las celebraciones anuales del Baisakhi, que es un festival a la vez religioso y cultural del Panyab. Los que eran de fuera de la ciudad no tenían conocimiento de la ley marcial que había sido impuesta. El patio de Bagh comprendía entre 6 y 7 acres (28 000 m²) y estaba amurallado por todos lados a excepción de cinco entradas. Cuatro de estas entradas eran muy estrechas, admitiendo sólo a unas pocas personas a la vez. La quinta entrada fue bloqueada por los soldados armados, así como por dos carros blindados armados con ametralladoras. (Estos vehículos no pudieron pasar por la entrada). Al entrar en el recinto, el general ordenó a las tropas que abrieran fuego directamente sobre la multitud. El tiroteo siguió hasta que el suministro de munición de 1650 balas se agotó.
El fuego siguió sin parar durante aproximadamente 10 minutos.
De vez en cuando, Dyer «comprobaba el fuego y lo dirigía sobre los sitios donde la muchedumbre era más apretada»
Hizo esto no porque la muchedumbre fuera lenta en dispersarse, sino porque él «había decidido castigarlos por haberse reunido allí».
Al principio algunos soldados dispararon al aire, ante lo cual Dyer gritó: «¡Fuego bajo! ¿Para qué los han traído aquí?»
Más tarde, el propio testimonio de Dyer reveló que a la muchedumbre no se le dio ninguna advertencia para dispersarse y él no sintió ningún remordimiento por haber ordenado que sus tropas dispararan.

«La peor parte de todo el asunto fue que el tiroteo fue dirigido hacia las puertas de salida por las cuales la gente salía corriendo. Había tres o cuatro salidas en total y realmente llovían balas sobre la gente en todas estas puertas... y muchos fueron pisoteados bajo los pies de las muchedumbres que se precipitaban y así perdieron sus vidas... hasta aquellos que habían caído, fueron rematados en el suelo.»

Los informes oficiales británicos estimaron 379 muertos y más de 1000 heridos. Sin embargo, estimaciones públicas, hechas por funcionarios civiles del Gobierno de la ciudad y del departamento de Política Interior, comisionados por el Partido del Congreso, mencionan cifras de alrededor de un millar de muertos. De acuerdo con el informe de este último en el Home Political Deposit, el número fue de unos 1000 muertos, con más de 1200 heridos.
El doctor Smith, un cirujano civil británico en Amritsar, calculó más de 1800 muertos.
Esta masacre le ganó al general Dyer el infame epíteto de «el carnicero de Amritsar» en la India. Las cifras reales fueron deliberadamente suprimidas por el gobierno de ocupación británico por motivos políticos.

## Lenguaje amenazador
Durante el día después de masacre, sir Kitchin, el comisario británico de Lahore así como el general Dyer, usaron un lenguaje amenazador. Lo siguiente es la traducción de la declaración de Dyer en idioma urdú, dirigida a los residentes locales de Amritsar durante la tarde del 14 de abril de 1919, un día después de la masacre de Amritsar:

«Sabéis bien que soy un cipayo y soldado. ¿Queréis la guerra o la paz? Si queréis guerra, el Gobierno está listo para ella, y si queréis la paz, entonces obedeced mis órdenes y abrid todas las tiendas; o si no, dispararé. Para mí el campo de batalla de Francia o Amritsar es lo mismo. Soy un militar y no tendré contemplaciones. No me voy a mover a derecha ni a izquierda. ¿Decidme, queréis la guerra? En caso de que haya paz, mi orden es abrir todas las tiendas inmediatamente. Vosotros habláis contra el Gobierno y personas educadas en Alemania y Bengala hablan de sedición. Informaré de todos estos. Obedezcan mis órdenes. No quiero ver otra cosa. He servido en el ejército durante más de 30 años. Entiendo muy bien al indio cipayo y al pueblo sij. Tendrán que obedecer mis órdenes y observar la paz. De otra manera las tiendas se abrirán por la fuerza y los rifles. Tendréis que informarme de los badmash (‘revoltosos’). Y yo los mataré a tiros. Obedeced mis órdenes y abrid las tiendas. ¿Queréis guerra? Habéis cometido un acto malo al matar ingleses. La venganza caerá sobre vosotros y vuestros niños.»
Reginald Edward Harry Dyer

## La orden de andar a gatas
El brigadier Dyer decretó como un lugar sagrado el punto donde Marcella Sherwood había sido asaltada y situó durante el día piquetes a uno y otro extremo de la calle. Cualquiera que quisiera pasar por la calle entre las 6 y las 20 horas era obligado a avanzar lentamente durante los casi 200 metros a cuatro patas y arrastrándose. La orden no se extendió a la noche debido al toque de queda. En la práctica, esta orden cerró la calle. Las casas no tenían puertas traseras, por lo que los habitantes no podían salir salvo descolgándose de sus azoteas. Esta orden estuvo en vigor desde el 19 hasta el 25 de abril de 1919. No se hicieron excepciones con médicos ni proveedores, causando que los enfermos quedaran desatendidos.

## Reacción en India y el Reino Unido
La reacción a la masacre varió. Una amplia proporción de la población británica en India perdonó a los militares británicos mientras los indios se sintieron indignados. Se designó un comité de investigación, presidido por sir William Hunter, para investigar la masacre. El informe del comité condenó a Dyer, sosteniendo que ante «la continuación del fuego durante todo el tiempo que ordenó, nos parece que el general Dyer cometió un error grave». Los miembros discrepantes sostuvieron que el uso de la fuerza por aplicación de la ley marcial era totalmente injustificado. «El general Dyer pensó que él había aplastado la rebelión y Michael O’Dwyer era de la misma opinión pero no había ninguna rebelión que requiriese ser aplastada». El comité hizo constar en su informe que:
- la carencia de aviso al principio para dispersarse fue un error
- la duración del tiroteo fue un error grave
- El motivo de Dyer pretendiendo producir un «efecto moral suficiente» debía ser condenado
- la falta de atención a los heridos no era aceptable

Dyer fue citado por el teniente general Sir Havelock Hudson, quien le dijo que estaba relevado del mando. Más tarde el comandante en jefe en India, general sir Charles Carmichael Monro le hizo dimitir a su puesto y le dijo que no obtendría otro.
Mientras que muchos en la prensa en El Reino Unido e India apoyaron al general, incluyendo Rudyard Kipling, quien comenzó una recolecta pública de dinero para «el hombre que ha salvado a la India» contribuyendo él mismo con 50 libras, hubo un cierto número de excepciones:
- Durante el debate sobre Dyer en el Parlamento del Reino Unido, en Cámara de los Comunes hubo tanto intervenciones a favor como de censura.
- En la Conferencia del Partido Laborista británico de Scarborough este aprobó por unanimidad una resolución el 24 de junio de 1920 denunciando la masacre de Amritsar como un «acto cruel y bárbaro» por parte de los oficiales británicos en el Punyab, y pidió su juicio, la retirada de Michael O’Dwyer y de lord Chemsford (el virrey), y la derogación de las leyes represivas.[28]
- Charles. F. Andrews denominó a la masacre de Jallianwala Bagh como «una matanza inhumana a sangre fría»[29]
- El brigadier general Surtees dijo en el debate sobre Dyer que «nosotros tenemos la India por la fuerza, indudablemente por la fuerza».[30]
- Montagu, el Secretario de Estado para la India, lo llamó «un grave error de juicio».
- Winston Churchill, Secretario de Estado de Guerra en el momento del debate en el Parlamento británico, la Cámara de los Comunes, lo calificó como «un episodio sin precedentes ni paralelo en la historia moderna del Imperio Británico... un acontecimiento extraordinario, un acontecimiento monstruoso, un evento que se encuentra en aislamiento singular y siniestro».
- Herbert Asquith señalaba: «Nunca ha habido un incidente semejante en los anales de toda la historia anglo-india, ni creo en la historia de nuestro imperio desde sus inicios hasta nuestros días.... Es una de las peores atrocidades en toda nuestra historia».[31]
- B. G. Horniman observó: «Ningún caso probablemente, entre los que permanecen en la memoria viva, ha hecho tan profunda y dolorosa impresión en el ánimo del público de este país (Reino Unido) como lo que llegó a ser conocido como la masacre de Amritsar».[32]
- Pandit Motilal Nehru, padre de Jawahar Lal Nehru, el primer primer ministro de la India, llamó a la masacre la «más triste y reveladora de todas».[33]
- Rabindranath Tagore, el primer asiático galardonado con el premio Nobel y distinguido educador indio dijo, «se ha cometido un gran delito en nombre de la ley en el Panyab».[34]
- Sir Shankaran Nair dimitió de su membresía del Consejo Ejecutivo del Virrey en el Consejo Legislativo de Panyab. Nawab Din Murad y Kartar Singh lo llamaron, «ni justo, ni humano».[35]
- La era de Michael O’Dwyer y Dyer ha sido considerada como «una época de fechorías en la administración británica en la India».[36]

## Regreso al Reino Unido
A su regreso al Reino Unido, el General Dyer se encontró con una bolsa de 26 000 libras esterlinas, una suma enorme en aquel tiempo, que surgió de una cuestación para él por parte del Morning Post, un periódico conservador, proimperialista, que más tarde se fusionó con el Daily Telegraph. Un Comité de Trece Mujeres constituido para la ocasión, se presentó al «salvador del Punyab con la espada del honor y una bolsa». Este incidente enfureció tanto al galardonado premio Nobel Rabindranath Tagore que renunció a su título de caballero en protesta. El Morning Post había apoyado la acción de Dyer sobre el terreno, declarando que la masacre era necesaria para «proteger el honor de las mujeres europeas».
The Morning Post curiosamente culpó a Edwin Samuel Montagu, secretario de Estado de la India, y no al general por la masacre y pidió su procesamiento legal. Montagu, por otro lado, en una larga carta al virrey, culpó a Michael O’Dwyer y afirmó: «Siento que O’Dwyer representa un régimen que está condenado».
El general Dyer por su parte vivía ajeno a los acontecimientos de los que era responsable. Escribió un artículo en el Globe del 21 de enero de 1921, titulado «El peligro para el imperio»:

«La India no quiere la autonomía. No la entiende [...] La libertad de expresión y la prensa libre solo pueden ser aplicadas a las personas ilustradas. La gente en India no quiere tal ilustración. [...] Debería haber un undécimo mandamiento en India: «No agitarás». [...] Llegará el momento en la India en que por fin se empleará mano dura contra la malicia y perversión del buen orden. [...] Gandhi no conducirá a la India a un autogobierno capaz. El Raj británico debe seguir, firme e inconmovible en su administración de justicia a todos los hombres.»
Dyer

## Muerte
En 1921, el general Dyer quedó paralítico como producto de un derrame y jamás se recuperó. Falleció en Long Ashton, cerca de Bristol (Inglaterra) el 23 de julio de 1927.
El Morning Post lo recordó en un artículo titulado "El hombre que salvó a la India" y "Cumplió con su deber" pero el Westminster Gazette escribió una opinión contraria, "Ninguna acción británica, durante el curso de nuestra historia en India, ha dado un golpe tan severo a la fe india en la justicia británica como la masacre en Amritsar."

## Cultura popular
Dyer es interpretado por Edward Fox en la película Gandhi de 1982.

## Rol de Michael O'Dwyer
Michael O’Dwyer, el entonces teniente gobernador de Panyab, apoyó al general Dyer por sus acciones y había llamado a la masacre una acción "correcta"."
En su libro, India as I Knew It (India como la he conocido), Michael O’Dwyer en 1925 escribió «Los panyabís rápidamente aprendieron la lección, la revolución es una cosa peligrosa».
Pero su afirmación fue contradicha quince años después: el 13 de marzo de 1940, en Caxton Hall en el corazón de Londres, Michael O’Dwyer fue asesinado a tiros por un panyabí, Shaheed Udham Singh, en venganza por la masacre de Amritsar en particular y su dominio de represión política en Panyab en general.